# Lijst van burgemeesters van Oud- en Nieuw- Mathenesse
Dit is een lijst van burgemeesters van de voormalige Nederlandse gemeente Oud- en Nieuw-Mathenesse tot die gemeente in 1866 opging in de gemeente Schiedam.
| Ambtsperiode | Naam burgemeester                    | Partij of stroming | Bijzonderheden                  |
| ------------ | ------------------------------------ | ------------------ | ------------------------------- |
| 1825 - 1851  | Willem Nicolaas Cool                 |                    |                                 |
| 1852 - 1862  | M. den Held                          |                    |                                 |
| 1862 - 1866  | Pieter Jacob van Dijk van Mathenesse |                    | later burgemeester van Schiedam |